# سیارک ۱۶۳۷
سیارک ۱۶۳۷ (به انگلیسی: 1637 Swings، نامگذاری:1936QO) هزار و ششصد و سی و هفتمین سیارک کشف شده‌است که در ۲۸ اوت ۱۹۳۶ کشف شد.
قدر مطلق سیارک برابر ۱۰٫۸۰ است.